# بورپ (مینه‌سوتا)
بورپ، مینه‌سوتا (به انگلیسی: Borup, Minnesota) یک شهر در ایالات متحده آمریکا است که در مینه‌سوتا واقع شده‌است.

## خصوصیات
بورپ ۰٫۶۵ کیلومترمربع مساحت و ۱۱۰ نفر جمعیت دارد و ۲۷۶ متر بالاتر از سطح دریا واقع شده‌است.